# 겹주름위

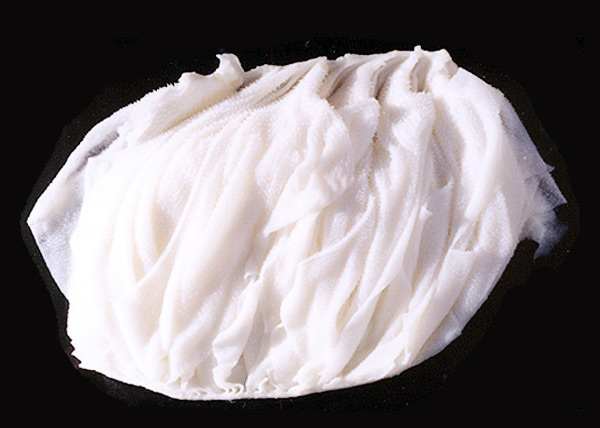
소의 겹주름위

겹주름위(---胃) 또는 제3 위(第-胃)는 반추 동물의 되새김위 중 셋째 위이다. 중판위(重瓣胃)나 처녑 또는 천엽(千葉), 백엽(百葉)으로도 부른다. 잎 모양의 얇은 점막 주름 조직이 많이 있다.

## 이용

### 음식
겹주름위가 식재료로 쓰일 때는 처녑으로 불린다. 대한민국에서는 소의 간과 함께 생식하는 것이 일반적이며, 처녑을 활용해 전을 부쳐먹기도 한다.

## 같이 보기
- 벌집위
- 주름위
- 혹위